# Cendijn Damdinsüren
Cendijn Damdinsüren, mong. Цэндийн Дамдинсүрэн (ur. 14 września 1908 w ajmaku wschodnim, zm. 1987) – mongolski pisarz, poeta, tłumacz, zajmujący się także kwestiami językoznawczymi; komunista. Uważany za jednego z największych twórców i nowatorów współczesnej literatury mongolskiej, choć czasem jest także mocno krytykowany za zbytnie zaangażowanie swych utworów w duchu ideologii komunistycznej.
W latach 1933–1938 studiował w Instytucie Wschodnim Akademii Nauk ZSRR w Leningradzie. 1953–1955 był przewodniczącym związku pisarzy mongolskich, później był także posłem do Wielkiego Churału.
W 1929 r. wydał swoje pierwsze dłuższe opowiadanie, pt. Odtrącona dziewczyna. Oprócz powieści i tomików poetyckich, w których wprowadzał nowatorskie dla literatury mongolskiej rozwiązania (aliteracja, rymy itp.) Damdinsüren pisał także rozprawy poświęcone językoznawstwu mongolskiemu. Brał także aktywny udział przy redagowaniu dużego słownika rosyjsko-mongolskiego. Jednym z najbardziej cenionych jego wierszy jest utwór pt. Moja siwa matka z lat 30. XX wieku.
W twórczości podejmował tematykę przemian społeczno-politycznych w Mongolii, chętnie odwołując się przy tym do ludowych wierzeń i legend. Wiele jego utworów, zwłaszcza z wczesnego okresu twórczości, skażonych jest jednak naiwnym dydaktyzmem oraz przeideologizowanych.
Przełożył na język mongolski klasyków literatury rosyjskiej, m.in. Puszkina, Lermontowa, Gorkiego, Erenburga i in.
W przekładzie na język polski ukazał się wybór opowiadań Damdinsürena pt. Opowiadania mongolskie, tłum. W. Lisowski, Warszawa 1953.